# Torrent d'en Barres
El torrent d'en Barres, també anomenant torrent de ses Boqueres i també dit més puntualment, en el curs mig i alt, torrent de na Vica, d'en Bielet, d'en Bet o de sa Conca, és un curs d'aigua intermitent dels municipis mallorquins de Santanyí i Felanitx. La part alt del torrent, la qual s'anomena torrent de sa Conca, recull les aigües dels puigs de Sant Salvador i s'Envestida i creua i drena l'indret anomenat sa conca, petita depressió a cavall de Felanitx i Santanyí, situada a llevant del llogaret de Calonge. El curs baix del torrent creua de forma encaixonada i entre parets la marina de Santanyí i finalment desemboca a la Platja de Portopetro després de drenar una superfície total de 23 km². Arran dels aiguats de 1989, que provocàren una forta revinguda de fins a 859 m³/s i greus danys materials, el curs mig i baix es canalitzà i s'hi construïren dics de contenció de revingudes. A la desembocadura forma un petit aiguamoll conegut com es Prat de Portopetro, espai natural actualment degradat però que encara conté retalls de vegetació halòfila com joncs, canyís o salicòrnia.